# Humberto Sánchez
Humberto Sánchez (né le 28 mai 1983 à Saint-Domingue, République dominicaine) est un lanceur droitier de baseball évoluant en Ligue chinoise professionnelle. Il a joué en 2008 pour les Yankees de New York de la Ligue majeure de baseball.

## Carrière
Humberto Sánchez est drafté en neuvième ronde par les Dodgers de Los Angeles en 2000 mais ne signe pas de contrat avec l'équipe. À nouveau disponible pour les clubs de la MLB, il est sélectionné au 31e tour par les Tigers de Detroit en 2001. 
Il amorce dès 2002 sa carrière en ligues mineures, où il est lanceur partant. 
Le 10 novembre 2006, les Tigers échangent Sánchez et deux autres lanceurs, Kevin Whelan et Anthony Claggett, aux Yankees de New York pour faire l'acquisition du vétéran Gary Sheffield.
Une opération de type Tommy John le tient à l'écart du jeu toute l'année 2007, puis il reprend sa carrière dans les mineures en 2008, cette fois dans l'organisation des Yankees.
Il fait ses débuts dans les majeures le 18 septembre 2008 avec les Yankees, mais comme lanceur de relève. Il totalise deux manches lancées en deux apparitions au monticule et n'est impliqué dans aucune décision.
Il quitte les États-Unis pour Taïwan en 2010, où il va évoluer pour les La New Bears de la Ligue chinoise professionnelle de baseball.